# Krigsdagbok

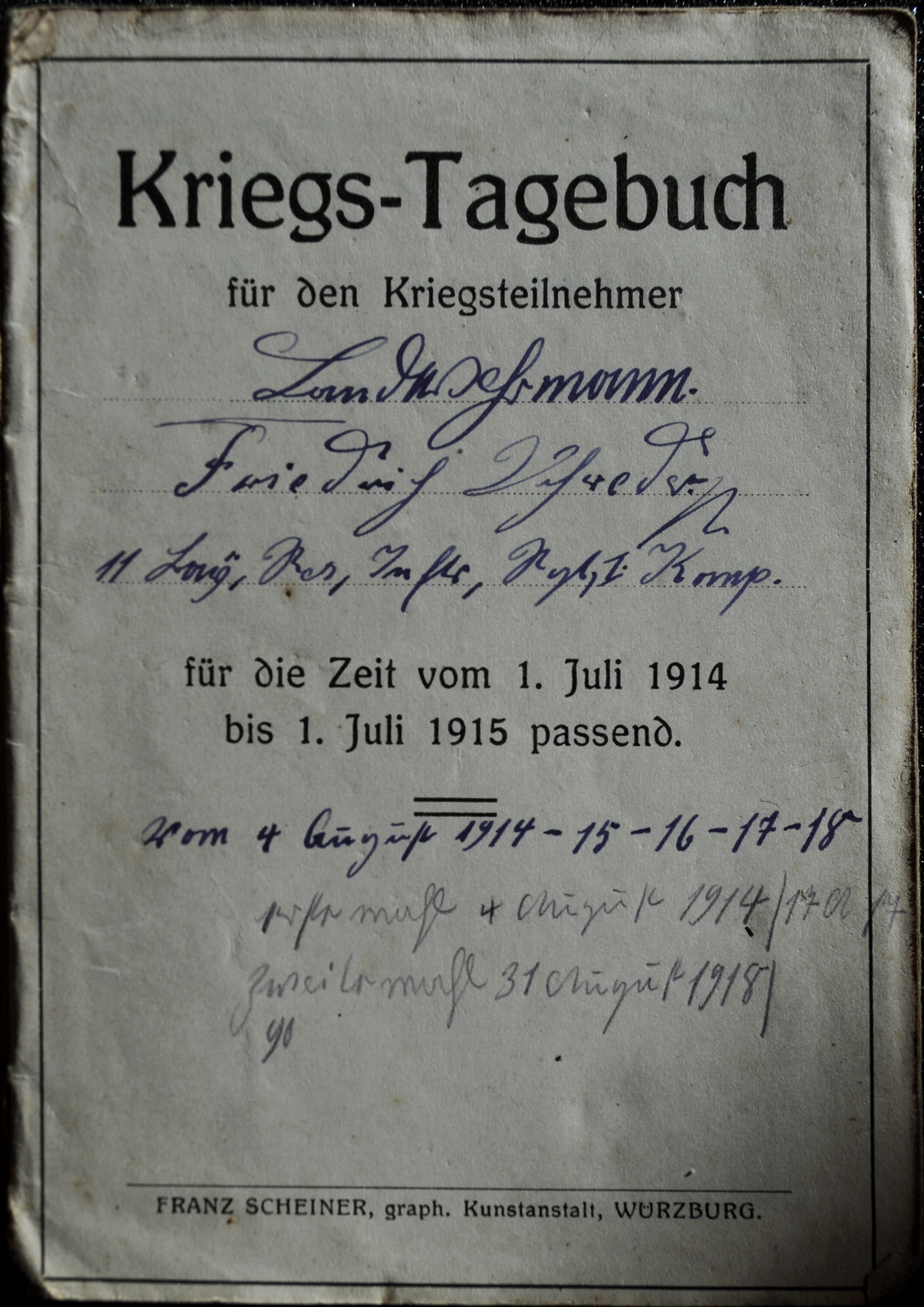
En krigsdagbok från första världskriget.

Krigsdagbok är en för ändamålet utformad dagbok som skall föras vid staber och krigsförband för att dokumentera krigshändelserna. Där förs in egna åtgärder, observationer om fiendens verksamhet, mottagna och givna order, taktiska överväganden, operationsplaner med mera. Till dagboken kan bifogas operationskartor, stridsberättelser och andra handlingar. Krigsdagboken utgör den huvudsakliga grunden för skildringen av krigets historia.